# Was zu verlieren
Was zu verlieren ist ein Lied der deutschen Singer-Songwriterin Madeline Juno aus dem Jahr 2024. Das Stück ist die achte Singleauskopplung aus ihrem sechsten Studioalbum Nur zu Besuch.

## Entstehung und Artwork
Was zu verlieren wurde von der Interpretin selbst, gemeinsam mit dem Stuttgarter Singer-Songwriter Steven Bashir, dem Berliner Musiker Joschka Bender, dem österreichischen Texter Wanja Bierbaum (Hardy X), dem Braunschweiger Musiker Alexander Knolle (Alex Lys) und dem Koblenzer Sänger Wieland Stahnecker (Blinker), geschrieben. Bender zeichnete darüber hinaus auch für die Aufnahme, Instrumentierung (Gitarre und Keyboard), Produktion und Programmierung verantwortlich. Bei der Produktion erhielt Bender Unterstützung durch Hardy X. Bashir, Blinker und Lys arbeiteten bereits mit Juno für ihr vorangegangenes Studioalbum Besser kann ich es nicht erklären (Januar 2022) zusammen. Bender ist bereits seit Beginn von Junos Karriere festes Mitglied ihrer Liveband und an diversen Produktionen, in verschiedenen Funktionen, beteiligt gewesen. Neben der Gitarre und dem Keyboard engagierte man für das Schlagzeug Alex Sprave; darüber hinaus ist zusätzlich Martin Rott an der Gitarre zu hören. Das Mastering erfolgte durch HP Mastering Hamburg, unter der Leitung des Studioinhabers Hans-Philipp Graf. Für die Abmischung war der Berliner Toningenieur Dennis Keil zuständig.
Auf dem Frontcover der Single ist Juno, vor einem beigen Hintergrund, auf einem Hocker sitzend, zu sehen. Sie hat ihre Haare hochgebunden und trägt dazu schwarze Stiefeletten, eine beige Anzughose mit weiten Beinen sowie ein schwarz-transparentes Oberteil. Juno hat zurückgelehnt auf dem Hocker platzgenommen und hält sich mit beiden Armen an der Sitzfläche fest, während sie ihren Blick auf den Boden gerichtet hat. Es handelt sich dabei um dasselbe Cover wie zum Studioalbum Nur zu Besuch. Die Fotografie stammt von Ben Wolf, der in der Vergangenheit bereits häufiger als Fotograf und Regisseur für Juno engagiert wurde, so als Regisseur von Solange wir fahren (2022) oder auch Ich sterbe zuerst (2023). Für das Artwork war Max Binski verantwortlich.

## Veröffentlichung und Promotion
Die Erstveröffentlichung von Was zu verlieren erfolgte als Teil von Junos sechsten Studioalbum Nur zu Besuch am 26. Januar 2024 bei Embassy of Music. Am 16. Februar 2024 erschien das Lied als achte Singleauskopplung aus dem Album. Diese erschien als digitale 2-Track-Single, mit der Albumversion und einer Akustikversion des Liedes, zum Download und Streaming. Der Vertrieb erfolgte durch Tonpool; verlegt wurde das Lied durch BMG Rights Management, Budde Music Publishing, Edition Novemberkind, Sony Music Publishing und Universal Music Publishing.
Um das Lied zu bewerben, erschien am Tag der Singleveröffentlichung ein Video zur Akustikversion des Liedes, für das Ben Wolf verantwortlich zeichnete. Diese zeigt Juno und ihre Liveband – bestehend aus Joschka Bender (Lap-Steel-Gitarre), Blinker (Gitarre), Matze Heising (Bass), Sebastian Henzl (Klavier) und Benjamin Scheufler (Schlagzeug) – während einer Livedarbietung aus einem Studio.

## Inhalt
| „Wegen dir bin ich endlich wieder schlaflos die ganze Nacht. Wenn du nicht anrufst und ich Panik hab’. Weiß nicht, wo du bist, ob alles gut ist grade bei dir. Ich hab’ endlich wieder Gründe, dass ich aufpass’ an mеi’m tiefsten Punkt. Und kein’n Schеiß mach’, glaub’, das liegt an uns. Zerstöre mich nicht, weil es jetzt dich gibt, ich kann’s nicht riskier’n. Ich hab’ endlich wieder was zu verlier’n, mh-mh-mh. Ich hab’ endlich wieder was zu verlier’n, hm-mh.“ – Refrain, Originalauszug | Der Liedtext zu Was zu verlieren ist in deutscher Sprache verfasst. Geschrieben und komponiert wurde das Stück gemeinsam von Steven Bashir, Joschka Bender, Wanja Bierbaum, Blinker, Madeline Juno und Alex Lys. Musikalisch bewegt sich das Lied im Bereich Popmusik. Das Tempo beträgt 168 Schläge pro Minute. Die Tonart ist es-Moll. Inhaltlich ist Was zu verlieren ein Liebeslied, in dem Juno davon singt, dass sie in ihrem Leben wieder etwas zu verlieren habe. Keine Zukunft mehr zu haben sei Vergangenheit, denn „er“ sei jetzt da („No Future ist Vergangenheit, denn jetzt bist ja du da“). Sie singt davon plötzlich Flugangst zu haben, sich wieder im Auto anzuschnallen, stellt sich die Frage, ob der Nagellack giftig sei oder die Autobahnbrücke, über die sie fährt, einstürzen könne. Sie würde jetzt erst verstehen, wie doof es gewesen sei, vor „ihm“ gedacht zu haben, sie hätte nichts („Mir wird jetzt erst klar, wie abgefuckt das war, dass ich vor dir nur dachte, ich hab’ nix“). |

Aufgebaut ist das Lied aus zwei Strophen, einem Refrain, einer Bridge und einem Outro. Es beginnt mit der ersten Strophe, die als Zwölfzeiler verfasst wurde. An diese schließt sich erstmals der Refrain an, der sich aus acht Zeilen zusammensetzt. Der gleiche Aufbau wiederholt sich mit der zweiten Strophe, nur das diese aus acht Zeilen besteht. Auf den zweiten Refrain folgt als musikalisches Zwischenspiel die Brige, die sich ebenfalls aus acht Zeilen zusammensetzt, ehe zum dritten Mal der Refrain einsetzt. Nach dem dritten Refrain endet das Lied mit dem Outro, das eine Wiederholung der ersten vier Zeilen der Bridge darstellt.

## Mitwirkende
| Liedproduktion - Steven Bashir: Komposition, Liedtext - Joschka Bender: Gitarre, Keyboard, Komposition, Liedtext, Musikproduktion, Programmierung, Tonaufnahme - Wanja Bierbaum (Hardy X): Komposition, Liedtext, Musikproduktion - Hans-Philipp Graf: Mastering - Madeline Juno: Gesang, Komposition, Liedtext - Dennis Keil: Abmischung - Alexander Knolle (Alex Lys): Komposition, Liedtext - Martin Rott: Keyboard - Alex Sprave: Schlagzeug - Wieland Stahnecker (Blinker): Komposition, Liedtext | Visualisierung (Cover) - Max Binski: Artwork - Ben Wolf: Fotografie Unternehmen - BMG Rights Management: Musikverlag - Budde Music Publishing: Musikverlag - Edition Novemberkind: Musikverlag - Embassy of Music: Musiklabel - HP Mastering Hamburg: Tonstudio - Sony Music Publishing: Musikverlag - Tonpool: Vertrieb - Universal Music Publishing: Musikverlag |

## Rezensionen
Hendrik Müller von Plattentests.de vergab fünf von zehn Punkten für das Album Nur zu Besuch. Während seiner Kritik beschrieb er den Titel Was zu verlieren als „eher mittelprächtig“.